# اوزرو-کوریوو
اوزرو-کوریوو (به لاتین: Ozero-Kureyevo) یک منطقهٔ مسکونی در روسیه است که در جمهوری آلتای واقع شده‌است.